# Foo, bar és baz
A foo, bar és baz (és az első kettő összetételéből kapott foobar) népszerű „metaváltozók” a hacker szlengben: olyan nevek, amelyeket példaprogramokban használnak közelebbről meg nem határozott célú változók elnevezésére. Vélhetőleg a katonai szlengben használatos FUBAR rövidítésből ered, először az MIT vasútmodellező klubjában, a hackerkultúra egyik bölcsőjének számító TMRC-ben kezdték használni, majd a DEC kézikönyvek népszerűsítették. Ma is előszeretettel használják a számítógépes kultúrához kapcsolódó elnevezésekben, mint például a Foo Camp és BarCamp konferenciák, a $foo programozással foglalkozó újság vagy a foobar2000 zenelejátszó.